# Benelan Lor
Benelan Lor is een bestuurslaag in het regentschap Banyuwangi van de provincie Oost-Java, Indonesië. Benelan Lor telt 2760 inwoners (volkstelling 2010).